# Жолмагамбетова Аксюрюк
Аксюрюк (Аксюрік) Жолмагамбетова (Жолмагомбетова) (1917, поселення на березі Аральського моря, тепер Муйнацького району, Республіка Каракалпакстан, Узбекистан — ?) — радянська узбецька діячка, колгоспниця рибоколгоспу імені 15-річчя Жовтня Муйнацького району Каракалпацької АРСР. Депутат Верховної ради СРСР 2-го скликання.

## Життєпис
Народилася в бідній рибацькій родині. З дитячих років працювала в господарстві батька.
З 1935 року — колгоспниця, ланкова рибоколгоспу імені 15-річчя Жовтня Муйнацького району Каракалпацької АРСР. Досягала високих виловів риби в Аральському морі.
Подальша доля невідома.